# Deinacrida heteracantha
Deinacrida heteracantha is een rechtvleugelig insect uit de familie Anostostomatidae. De wetenschappelijke naam van deze soort is voor het eerst geldig gepubliceerd in 1842 door White.
1. ↑  (en) Deinacrida heteracantha op de IUCN Red List of Threatened Species.